# Пала (страна)
Пала е древна страна в Мала Азия, разположена на северозапад от Хетското царство.

## История
В средата на 3 хилядолетие пр.н.е. палайците живеели по южното крайбрежие на Черно море. Впоследствие страната Пала е подчинена на Хетската държава. Съществуването на самостоятелно политическо образувание с името „Пала“ е спорно. От него за запазени единствено ритуални килнописни текстове на палайски език от XVII – XIV век пр.н.е.
Езикът на който са написани е известен от хетски източници като езика на „народа Пала“ (palaumnili). В XV век пр.н.е. Пала, ведно с другите области в Северна Мала Азия са завоювани от каските, а древните палайци – претопени и асимилирани всред каските.
Палайският език става мъртъв език, но остава култов религиозен език до XIII век пр.н.е.